# OHLA
OHLA（オラ）は、スペイン・マドリードに本拠を置く総合建設会社である。2021年7月にOHL（西: Obrascón Huarte Lain, S.A.）から社名変更した。

## 概要
オブラスコン（Obrascón）、ワルテ（Huarte）、ライン（Lain）の3つの建設会社が合併して誕生した。ヨーロッパや南北アメリカを中心に事業を展開。2016年まではスペイン株式市場において最も重要な取引指標であるIBEX 35の銘柄の1社であった。マドリード証券取引所上場企業（BMAD: OHL）。

## 沿革
OHLAは、その源流となるオブラスコンの設立（1911年5月15日）から数えて、100年以上の歴史を有する。
- 1911年　オブラスコン（Obrascón）がビルバオで設立
- 1927年　コンストルクシオネス・ワルテ（Construcciones Huarte）がパンプローナで設立
- 1963年　コンストルクシオネス・ライン（Construcciones Lain）が、イギリスのJohn Laing Constructionの子会社として設立
- 1998年　オブラスコンとコンストルクシオネス・ワルテが合併し、オブラスコン・ワルテ（Obrascón Huarte）となる。
- 1999年　オブラスコン・ワルテとコンストルクシオネス・ラインが合併し、OHLとなる。
- 2010年　アメリカの建設・土木会社Judlau Contracting, Inc.の株式を50.1％取得
- 2021年　OHLAとなる。

## 事業内容
OHLAの事業は、以下の5つのセグメントで構成されている。2020年の売上高比率は、建設部門（82.9%）、インダストリアル部門（5.9%）、サービス部門（10.6%）、その他（0.6%）
- 建設部門[2]
- インダストリアル部門[3]
- サービス部門[4]
- 開発部門[5]
- コンセッション部門[6]

## 国際展開
OHLAの主な活動地域
アメリカ
- カリフォルニア、コネチカット、フロリダ、イリノイ、マサチューセッツ、ニュージャージー、ニューヨーク、テキサス、バージニア

ラテンアメリカ
- チリ、コロンビア、メキシコ、ペルー、パナマ、ウルグアイ

ヨーロッパ
- ボスニア・ヘルツェゴビナ、チェコ、アイルランド、モルドバ、ノルウェー、ポーランド、スロバキア、スペイン、スウェーデン、イギリス

## 主なプロジェクト
OHLAが主導する国際プロジェクトの事例
シドラ病院（カタール・ドーハ）
- OHLA（55%）主導の国際コンソーシアムが事業推進。医療研究センターとしては世界一豪華とされ、最新設備を完備

マルマライ CR3プロジェクト（トルコ）
- OHLA（70%）主導のコンソーシアムが事業推進。総距離63キロメートルの鉄道ライン（海抜下1.4キロメートルを通るトンネル）と36駅の改装

LAV イスタンブール-アンカラ鉄道ルート（トルコ）
- OHLA（55%）主導のコンソーシアムが事業推進。総距離206キロメートルのアンカラとイスタンブール間の新鉄道ルートの建設

チャム病院（カナダ・モントリオール）
- OHLA（50%）が事業推進。世界有数の最先端技術を誇るモントリオール大学の医療センター建設

メキシコシティ環状道路（メキシコ）
- OHLA（64%）主導の国際コンソーシアムが事業推進。155キロメートルにおよぶメキシコシティの環状道路の建設および開発（期間は48年）